# Escala zíngara
L'escala zíngara és una escala musical utilitzada pel poble romaní. En realitat són diverses les escales que responen a aquest nom en contextos diversos, sempre, però, lligada a aquest poble. Les diverses escales que responen a aquest nom són totes heptatòniques, és a dir de set sons.

## Els tipus principals d'escales zíngares

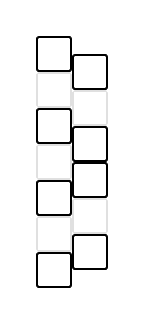
Esquema de l'estructura intervàl·lica de l'escala zíngara major

### Escala zíngara major
És una escala heptatònica la seqüència completa d'intervals de la qual és: semitò - to i mig - semitò - to - semitò - to i mig - semitò.
També és coneguda com a escala doble harmònica major o escala àrab.

### Escala zíngara hongaresa
Coneguda també com a escala zíngara menor, És una escala que difereix de l'escala menor harmònica en què té el quart grau apujat un semitò. Per tant, els intervals que la constitueixen són: to- semitò - to i mig - semitò - semitò - to i mig - semitò.

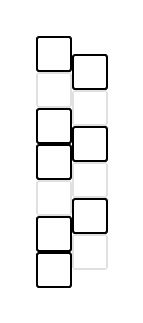
Esquema de l'estructura intervàl·lica de l'escala zíngara menor

### Escala zíngara espanyola
És una escala que presenta els següents intervals: semitò - to - to - to - semitò - to - to. És, doncs, una escala que correspon a un mode de mi, és a dir, que es pot tocar amb les tecles blanques d'un piano començant i acabant en la nota mi, amb la particularitat que l'acord sobre el mi és major, de manera que el sol és sostingut (però no el de l'escala). Coincideix també amb el cinquè mode de l'escala menor i també es coneix com a escala del mode frigi major, com a escala napolitana menor, i com a escala Freygish de la música jueva, que té un ús considerable en la música klezmer.

## Exemples sonors
- Escala zíngara menor (?·pàg.)
- Escala zíngara major sobre Do (?·pàg.)